# Flat Earth Society
La Flat Earth Society (en català: "Societat de la Terra plana") és una associació constituïda el 1956 pels Flat-Earthers (en català: "els Terraplanistes") nom que usen per autodenominar-se els seguidors del corrent que creuen que la Terra no és un globus sinó un pla. Afirmen que la Terra és un disc rodejat per una paret de gel. Denuncien que la NASA i altres agències científiques falsifiquen digitalment imatges del globus terraqüi des de l'espai.

## Flat Earth International Conference (FEIC)
La FEIC (Conferència Internacional Flat Earth) fou una conferència que se celebrà el 9 i 10 de novembre de 2017 a Carolina del Nord (EUA).